# We Own the Night Tour
A We Own the Night Tour foi a terceira turnê musical da banda norte-americana Selena Gomez & the Scene. A turnê irá promover o terceiro álbum de estúdio da banda, When the Sun Goes Down. Os primeiros shows serão realizados nos Estados Unidos, e os shows de abertura ficaram por conta da banda Big Time Rush, Allstar Weekend, Christina Grimmie e College 11.

## Antecedentes
A turnê foi anunciada no dia 25 de março de 2011, pela Hollywood Records, gravadora da banda. Com iniciais 30 shows, a turnê irá percorrer os Estados Unidos durante o verão americano de 2011. O anúncio veio com o lançamento do single "Who Says". A vocalista Selena Gomez anunciou que a banda irá performar um tributo à Britney Spears. O medley tem como base o megamix Chris Cox Megamix, lançado no álbum Greatest Hits: My Prerogative de Britney e as canções performadas serão ...Baby One More Time, Toxic, I'm A Slave 4 U, Oops!... I Did It Again, (You Drive Me) Crazy, Hold It Against Me. Gomez ainda afirmou que o primeiro show ao qual ela foi era um da "Dream Within a Dream Tour", turnê de Spears realizada em 2001.
Ainda sobre a turnê, Gomez declarou:
| “ | Eu estou muito empolgada para fazer minha primeira turnê de destaque. Acima de tudo, estou nervosa, porque sinto que haverá um bocado de expectativa [...] Eu estou tão animada para ver meus incríveis fãs na turnê. Estamos trabalhando em uma grande produção das set lists, incluindo alguns covers surpresa. Quero ter certeza de que todo mundo se divertirá. [...] Eu acho que para esta turnê eu estou tentando ser o mais criativa possível. Então, será uma grande produção, que terá vídeos, efeitos, dançarinos, um monte de purpurina... | ” |

## Setlist
Main set
1. "A Year Without Rain"
2. "Hit the Lights"
3. "Summer's Not Hot"
4. "Round & Round"
5. "The Way I Loved You"
6. "We Own the Night"
7. "Love You Like a Love Song"
8. "Spotlight"
9. "Bang Bang Bang"
10. "When the Sun Goes Down"
11. "Intuition"
12. "Falling Down"
13. "Super Bass" (Cover de Nicki Minaj)
14. "Rock God"
15. "Middle of Nowhere"
16. "My Dilemma"
17. "Off the Chain"
18. Medley: (Contêm elementos de "Chris Cox Megamix")
  1. "...Baby One More Time"
  2. "(You Drive Me) Crazy"
  3. "I'm A Slave 4 U"
  4. "Oops!... I Did It Again"
  5. "Toxic"
  6. "Hold It Against Me"
19. "Whiplash"
20. "Tell Me Something I Don't Know"
21. "Naturally"

Encore:
1. "Who Says"
2. "Magic"

Main set
1. "A Year Without Rain/ Un Año Sin Lluvia"
2. "Hit the Lights"
3. "Round & Round"
4. "Love You Like a Love Song"
5. "Spotlight"
6. "Bang Bang Bang"
7. "When the Sun Goes Down"
8. "We Own the Night"
9. "The House That Built Me"
10. "Falling Down/Super Bass (Nicki Minaj Cover)"
11. "Middle of Nowhere"
12. "Magic"
13. "Mr. Saxobeat (Alexandra Stan Cover)
14. "My Dilemma"
15. "Off the Chain"
16. "Whiplash"
17. "Tell Me Something I Don't Know"

Encore:
1. "Naturally"
2. "Who Says"

## Datas da turnê
| América do Norte          |                      |                |                                     |
| 24 de Junho de 2011       | Costa Mesa           | Estados Unidos | Pacific Amphitheatre                |
| 25 de Junho de 2011       | Paso Robles          | Estados Unidos | Main Grandstand Arena               |
| 28 de Junho de 2011       | Boca Raton           | Estados Unidos | Count de Hoernle Amphitheater       |
| 29 de Junho de 2011       | Clearwater           | Estados Unidos | Ruth Eckerd Hall                    |
| 30 de Junho de 2011       | St. Augustine        | Estados Unidos | St. Augustine Amphitheatre          |
| 2 de Julho de 2011        | Atlanta              | Estados Unidos | Chastain Park Amphitheater          |
| 3 de Julho de 2011        | Charlotte            | Estados Unidos | TWC Uptown Amphitheatre             |
| 5 de Julho de 2011        | Bethel               | Estados Unidos | Bethel Woods Center for the Arts    |
| 9 de Julho de 2011        | Darien               | Estados Unidos | Darien Lake Performing Arts Center  |
| 10 de Julho de 2011       | Clarkston            | Estados Unidos | DTE Energy Music Theatre            |
| 12 de Agosto de 2011      | Papillion            | Estados Unidos | Werner Park                         |
| 13 de Agosto de 2011      | Rosemont             | Estados Unidos | Rosemont Theatre                    |
| 14 de Agosto de 2011      | Cleveland            | Estados Unidos | Jacobs Pavilion at Nautica          |
| 16 de Agosto de 2011      | Gilford              | Estados Unidos | Meadowbrook U.S. Cellular Pavilion  |
| 17 de Julho de 2013       | Uncasville           | Estados Unidos | Mohegan Sun Arena                   |
| 19 de Julho de 2013       | Filadélfia           | Estados Unidos | Mann Center for the Performing Arts |
| 20 de Julho de 2013       | Holmdel Township     | Estados Unidos | PNC Bank Arts Center                |
| 21 de Julho de 2013       | Hershey              | Estados Unidos | Star Pavilion                       |
| 23 de Julho de 2013       | Toronto              | Canadá         | Molson Amphitheatre                 |
| 25 de Agosto de 2011      | Boston               | Estados Unidos | Bank of America Pavilion            |
| 26 de Agosto de 2011[C]   | Lutherville-Timonium | Estados Unidos | Timonium Racetrack                  |
| 27 de Agosto de 2011[D]   | Syracuse             | Estados Unidos | Mohegan Sun Grandstand              |
| 29 de Agosto de 2011      | St. Louis            | Estados Unidos | Fabulous Fox Theatre                |
| 31 de Agosto de 2011      | Dallas               | Estados Unidos | Gexa Energy Pavilion                |
| 1 de Setembro de 2011     | Kansas City          | Estados Unidos | Starlight Theatre                   |
| 3 de Setembro de 2011[E]  | Pueblo               | Estados Unidos | Colorado State Fair Events Center   |
| 4 de Setembro de 2011     | Broomfield           | Estados Unidos | Count de Hoernle Amphitheater       |
| 5 de Setembro de 2011[F]  | Salem                | Estados Unidos | L.B. Day Comcast Amphitheatre       |
| 7 de Setembro de 2011     | West Valley City     | Estados Unidos | Maverik Center                      |
| 9 de Setembro de 2011     | San Diego            | Estados Unidos | Valley View Casino Center           |
| 10 de Setembro de 2011    | Las Vegas            | Estados Unidos | Mandalay Bay Events Center          |
| 12 de Setembro de 2011[G] | Puyallup             | Estados Unidos | Northwest Concert Center            |
| 13 de Outubro de 2011     | Victoria             | Canadá         | Save-On-Foods Memorial Centre       |
| 14 de Outubro de 2011     | Vancouver            | Canadá         | Rogers Arena                        |
| 16 de Outubro de 2011     | Edmonton             | Canadá         | Rexall Place                        |
| 17 de Outubro de 2011     | Calgary              | Canadá         | Scotiabank Saddledome               |
| 19 de Outubro de 2011     | Saskatoon            | Canadá         | Credit Union Centre                 |
| 21 de Outubro de 2011     | Winnipeg             | Canadá         | MTS Centre                          |
| 23 de Outubro de 2011     | Cleveland            | Estados Unidos | Wolstein Center                     |
| 24 de Outubro de 2011     | London (Ontário)     | Canadá         | John Labatt Centre                  |
| 25 de Outubro de 2011     | Oshawa               | Canadá         | General Motors Centre               |
| 28 de Outubro de 2011     | Ottawa               | Canadá         | Scotiabank Place                    |
| 28 de Outubro de 2011     | Hamilton             | Canadá         | Copps Coliseum                      |
| 30 de Outubro de 2011     | Montreal             | Canadá         | Bell Centre                         |
| 01 de Dezembro de 2011[H] | Sacramento           | Estados Unidos | Power Balance Pavilion              |
| 02 de Dezembro de 2011[I] | Phoenix              | Estados Unidos | US Airways Center                   |
| 13 de Dezembro de 2011[J] | San Jose             | Estados Unidos | HP Pavillion                        |
| 17 de Dezembro de 2011[K] | Chicago              | Estados Unidos | Allstate Arena                      |
| 18 de Dezembro de 2011[L] | Seattle              | Estados Unidos | WaMu Theater                        |
| América Latina            |                      |                |                                     |
| 24 de Janeiro de 2012     | Cidade do Panamá     | Panamá         | Figali Convention Center            |
| 26 de Janeiro de 2012     | Cidade do México     | México         | Palacio de los Deportes             |
| 30 de Janeiro de 2012     | Santiago             | Chile          | Movistar Arena                      |
| 2 de Fevereiro de 2012    | Lima                 | Peru           | Jockey Club del Perú                |
| 4 de Fevereiro de 2012    | Rio de Janeiro       | Brasil         | HSBC Arena                          |
| 5 de Fevereiro de 2012    | São Paulo            | Brasil         | Via Funchal                         |
| 7 de Fevereiro de 2012    | Córdoba              | Argentina      | Orfeo                               |
| 9 de Fevereiro de 2012    | Buenos Aires         | Argentina      | Estádio G.E.B.A.                    |
| 11 de Fevereiro de 2012   | Montevideo           | Uruguai        | Estádio Charrúa                     |
| 2 de Agosto de 2013       | San Juan             | Porto Rico     | José Miguel Agrelot Coliseum        |

## Sobre a turnê
- 30 de Outubro de 2011:

Em Montreal no Bell Centre  para comemorar o Halloween  Selena se vestiu de Bruxa e decorou o palco como se estivesse em uma verdadeira "Festa de Halloween".
- 04 de Fevereiro de 2012

Nos shows do Rio de Janeiro e São Paulo durante a música Who Says os fãs levantaram uma plaquinha escrita com "NA". Essa homenagem faz referência ao refrão da música. Nesse momento, Selena Gomez ficou muito emocionada e agradeceu aos fãs por tudo e disse que voltaria ao Brasil.
A Este concerto faz parte do Orange County Fair
B Este concerto faz parte do California Mid-State Fair
C Este concerto faz parte do Maryland State Fair
D Este concerto faz parte do Grandstand Concert Series
E Este concerto faz parte do Colorado State Fair
F Este concerto faz parte do Oregon State Fair
G Este concerto faz parte do Puyallup Fair Concert Series
H Este concerto faz parte do "KDND's Jingle Ball"
I Este concerto faz parte do "Phosoon 2011"
J Este concerto faz parte do "Triple Ho Show"
K Este concerto faz parte do "B96 SoBe Lifewater Jingle Bash"
L Este concerto faz parte do "KISS FM's Jingle Bell Bash"

### Arrecadação
| Local                               | Cidade           | Ingressos vendidos / Diponíveis | Valor arrecadado |
| ----------------------------------- | ---------------- | ------------------------------- | ---------------- |
| Ruth Eckerd Hall                    | Clearwater       | 7,354/ 12,075 (70%)             | $112,191         |
| Maverik Center                      | West Valley City | 13,426 / 15,426 (95%)           | $267,555         |
| DTE Energy Music Theatre            | Clarkston        | 11,005 / 15,005 (100%)          | $228,220         |
| Mann Center for the Performing Arts | Philadelphia     | 10,349 / 10,921 (95%)           | $360,386         |
| Rexall Place                        | Edmonton         | 13,027 / 13,093 (99,5%)         | $476,342         |
| John Labatt Centre                  | London           | 16,389 / 16,465 (99%)           | $393,878         |
| General Motors Centre               | Oshawa           | 5,289 / 5,289 (100%)            | $272,075         |
| Bell Centre                         | Montreal         | 12,654 / 12,654 (100%)          | $584,809         |
| HSBC Arena                          | Rio de Janeiro   | 18,000/ 18,000 (100%)           | $458,283         |
| Via Funchal                         | São Paulo        | 8,000 / 8,000 (100%)            | $259,279         |
| Coliseu José Miguel Agrelot         | San Juan         | 10,999 / 10,141 (96%)           | $294,096         |
| TOTAL                               | TOTAL            | 89,013 / 89,869 (98%)           | $3,707,114       |